# Venusia nigricaria
Venusia nigricaria är en fjärilsart som beskrevs av Hans Rebel 1910. Venusia nigricaria ingår i släktet Venusia och familjen mätare. Inga underarter finns listade i Catalogue of Life.